# Progressieve ziekte
Een progressieve ziekte is een chronische ziekte die steeds ernstiger wordt. Dit proces kan langzaam of snel gaan. Afhankelijk van de ziekte en haar kenmerken kan de lichamelijke, verstandelijke of psychische toestand van een persoon slechter worden. In sommige gevallen zijn er periodes waarbij de toestand stabiliseert, of zelfs wat verbetert, maar altijd zal de 'neerwaartse spiraal' vroeg of laat weer voortgezet worden. 
Voor sommige progressieve ziekten is een goede behandeling mogelijk waardoor dit proces kan worden afgeremd of zelfs gestopt. Voor andere van dit soort ziekten geldt dit echter niet. 
Een progressieve aandoening kan kort na de geboorte al tot uiting komen, een voorbeeld is de ziekte van Pompe. Het kan op volwassen leeftijd tot uiting komen zoals meestal bij de ziekte van Huntington of pas op bejaarde leeftijd beginnen zoals meestal met de ziekte van Alzheimer en de ziekte van Parkinson het geval is. Deze aandoeningen zijn slechts enkele voorbeelden van progressieve ziekten.